# 北京官話
北京官話（ぺきんかんわ）は、北平官話（ぺいぴんかんわ）とも呼ばれる中国語の北部の官話方言である。四声はそれぞれ、第一声陰平（55）、第二声陽平（35）、第三声上声（214）、第四声去声（51）であり、古代の入声は四声にそれぞれ割り当てられていて、第三声は同じく北方方言の東北官話よりも文字数が少ない。

## 歴史
北京官話はもともと元朝の大都の時代から使われていたものが、明朝の永楽年間に都が北京に移された際、40万人（元々の北平の人口より多い）が南京から北京に移ったため、北京方言と「中原音韻」や「洪武正韻」が混じり合い、古い北平方言が次第に北京方言に進化した。1728年、雍正帝が北京方言を基本とする「正音書館」を設置し、その後北京方言は次第に南京官話から離れていった。その後、北京官話は次第に南京官話から切り離され、中国官界の標準語となった。 また、南方官話と呼ばれた南京官話に対して北方官話と呼ばれ、1913年には、華中のを基調とする「旧国語」と華北のを基調とする「新国語」との間で論争が起こり、北京官話が現代の標準語の青写真となった。

## 下位方言
北京官話の下位方言は大きく２つ、京承方言（中国語：京承片）と朝峰方言（朝峰片；遼寧省朝陽市・内蒙古自治区赤峰市など）に分かれており、前者にはさらに京承方言（京師小片；北京市・河北省承徳市）と懷承方言（懷承小片；北京市懐柔区・河北省承徳市・廊坊市など）がある。

## 参照項目
- 北京語
- 標準中国語
- 官話
- 中国言語地図集 (1987/89年)
- 中国語方言地図集（中国語版） (2008年)